# علی خرمی (بازیکن فوتبال)
علی خرمی (انگلیسی: Ali Khormi؛ زادهٔ ۳۱ اوت ۱۹۹۰) یک ورزشکار اهل عربستان سعودی است.
از باشگاه‌هایی که در آن بازی کرده‌است می‌توان به باشگاه فوتبال الاتحاد و باشگاه فوتبال الرائد عربستان سعودی اشاره کرد.